# Montgomery-Åsberg Depression Rating Scale
Montgomery-Åsberg Depression Rating Scale (MADRS) är en skattningsskala för vanliga symtom på depression. Skalan används inom sjukvård och forskning för att skatta en depressions svårighetsgrad och mäta förändringar över tid. Ursprungsversionen fylls i av vårdpersonal i mötet med en patient, men skalan finns även i en självskattnings-version (MADRS-S) som fylls i av patienten själv.
MADRS presenterades 1979 i en vetenskaplig artikel publicerad av Marie Åsberg och S.A. Montgomery. Målsättningen med MADRS var att ta fram ett mer användbart depressionsskattnings-verktyg än Hamilton Depression Rating Scale. MADRS skapades genom att låna tio symtom-domäner från Åsbergs tidigare skattningsskala Comprehensive Psychopathological Rating Scale.

## Utformning
MADRS skattar symtom genom tio olika frågor och svårighetsgraden av varje symtom skattas från 0–6. Självskattnings-skalan MADRS-S använder bara nio av frågorna, men har samma poängsystem. Normativa beskrivningar finns bredvid de jämna siffrorna i poängskalan för varje fråga.
1. Sinnesstämning[a]
2. Oroskänslor
3. Sömn
4. Matlust
5. Koncentrationsförmåga
6. Initiativförmåga
7. Känslomässigt engagemang
8. Pessimism
9. Livslust